# Farsa de Gandesa
La Farsa de Gandesa és el nom popular del casament ocorregut a Gandesa, el dia 17 d'octubre del 1319, entre l'infant Jaume d'Aragó i d'Anjou, fill de Jaume II el Just i hereu de la Corona d'Aragó amb la infanta Elionor de Castella i Portugal, filla del rei Ferran IV de Castella.
Aquest matrimoni fou concertat entre Jaume II i Ferran IV; era un casament de "conveniència", ja que la infanta sols tenia l'edat de tres anys. Aquesta concòrdia fou feta secretament per raons d'estat al monestir de Santa María de Huerta, a Sòria. Aquest enllaç fou concertat, per tal d'unir les forces dels dos reialmes, i expulsar els musulmans de la península.
Amb tot això s'apropava la data concertada per al matrimoni i sembla que les relacions entre pare i fill no eren massa cordials, ja que l'infant Jaume, havia mostrat a diferents moments, la seva clara vocació religiosa i la contrarietat al matrimoni. Així és que el dia assenyalat (el disset d'octubre del 1319) es va celebrar el casament entre Jaume d'Aragó i d'Anjou i Elionor de Castella a l'Església Parroquial de l'Assumpció de Gandesa. Però una vegada hagué complit el compromís de les esposalles, enmig de la sorpresa dels assistents, l'infant Jaume, abandonà el temple precipitadament deixant la infanta castellana al peu de l'altar. D'aquest fet sorgeix una llegenda que diu: «En la precipitada "fuga" després de l'enllaç, l'infant deixà abandonat un dels dos guants que portava. Si és llegenda o bé història, és difícil de saber. No seria possible que aquest simple guant abandonat, fos l'origen de l'escut que avui tenen els gandesans?
La farsa de Gandesa va tenir una segona part el 23 de desembre 1319 a Tarragona quan l'infant Jaume va renunciar al dret de primogenitura i de successió. Tot seguit se li donà l'hàbit de Sant Joan de Jerusalem per a deixar-lo dos mesos després i ingressar en l'orde de Montesa, pel que sempre havia demostrat la seva vocació. En el mateix acte de renúncia a la corona, fou jurat reunides les Corts com a hereu, el seu germà Alfons III que estava present en aquest acte. Uns deu anys més tard, ja rei, Alfons III el Benigne prengué per muller a Elionor de Castella, rebutjada pel seu germà Jaume. Elionor de Castella havia d'esdevenir reina i ho aconseguí. Sembla que el rei Alfons III tenia un temperament dèbil i bondadós, i Elionor, ho aprofità per a imposar el seu criteri en diferents moments. És potser per aquestes causes que al rei Alfons se'l coneixia amb el sobrenom de «El Benigne».
L'any 2014, l'Ajuntament de Gandesa i el Grup de teatre local La Farsa, van dur a terme sota la direcció d'Antonio Belart, director d'art, escenògraf i figurinista gandesà, una representació del fet històric en alguns dels espais originals i els carrers del nucli antic de Gandesa.